# Cryptocline exobasidioides
Cryptocline exobasidioides är en svampart som först beskrevs av Juel, och fick sitt nu gällande namn av Arx 1977. Cryptocline exobasidioides ingår i släktet Cryptocline, ordningen disksvampar, klassen Leotiomycetes, divisionen sporsäcksvampar och riket svampar.   Inga underarter finns listade i Catalogue of Life.